# Мелбю АИФ
Мелбю АИФ (на шведски: Mjällby Allmänna Idrottsförening, Мелбю Алмена Идротсфьоренинг) е шведски футболен отбор от едноименния град Мелбю. От 2010 г. се състезава се в най-високото ниво на шведския футбол групата Алсвенскан. Играе мачовете си на стадион Страндвален в съседното село Хелевик.

## Успехи
- Алсвенскан: (1 ниво)
  - 5-то място (2):: 2020, 2024
- Суперетан: (2 ниво)
  -  Шампион (2):: 2009, 2019
- Купа на Швеция:
  -  Финалист (1): 2022/23